# Die Sims
Die Sims ist eine seit 2000 erscheinende Computerspielreihe von Electronic Arts. Die Sims ist eine Lebenssimulation, in der der Spieler auf Aktionen und Entscheidungen der Spielfiguren – genannt Sims – Einfluss nimmt. Insgesamt wurden weltweit über 200 Millionen Die-Sims-Spiele verkauft, was sie zu einer der meistverkauften Computerspielreihen macht.

## Spielprinzip
Der Spieler, der mit keiner spielimmanenten Figur identifizierbar ist, beeinflusst das Spiel, indem er in einer Stadt einen Haushalt gründet, einrichtet und dessen Mitgliedern Befehle erteilt. Er ist jedoch nicht an diesen Haushalt gebunden, sondern kann jederzeit einen neuen Haushalt gründen oder auch zu einem bestehenden Haushalt wechseln und dessen Mitglieder beeinflussen. Solange der Spieler einen bestimmten Haushalt beeinflusst, sind alle nicht dazugehörigen Sims, auch die Mitglieder der vom Spieler gegründeten Haushalte, NSCs, bis er wieder deren Haushalt auswählt. Andere Sims wiederum sind NSCs, bis sie in ein Haus einziehen und nun übernommen werden können. Der Spieler selbst ist nie Sieger oder Verlierer, sondern er „betreut“ einen von ihm gerade gewählten Haushalt und dessen Mitglieder.
Die Aufgabe des Spiels besteht hauptsächlich darin, Häuser zu bauen, Freundschaften zu schließen und Geld zu verdienen. Man kann zuerst eigene Familien erschaffen oder vorgefertigte aus dem „Familienkoffer“ wählen und ins eigene Haus ziehen lassen. Freundschaften kann man schließen, indem man mit Leuten spricht, Spiele spielt, sich mit ihnen trifft etc. Geld wird verdient, indem man sich in der Zeitung oder auch mit Hilfe eines Computers im Internet einen Job sucht.
Eine Familie kann aus bis zu acht verschiedenen Personen bestehen; das können entweder Erwachsene oder Kinder sein, deren Körper und Eigenschaften bei der Erstellung des Spielers ausgewählt werden. Der Spieler kann dieser Familie nun ein neues Haus bauen oder sie in ein bereits bestehendes einziehen lassen – vorausgesetzt, das Startkapital reicht aus.
Sei es, um ihr Heim einzurichten oder um sich etwas Essbares leisten zu können, muss mindestens einer der Sims Geld verdienen. Dazu gibt es verschiedene Karrieren, die unterschiedliche Anforderungen an die Talente des Sims und die Anzahl seiner Freunde stellen.
Einer der Hauptreize des Spieles ist sicherlich die Interaktion zwischen zwei oder mehreren Sims. Dabei bilden sich Freundschaften, welche schließlich zu einer Hochzeit führen kann. Hält die traute Zweisamkeit weiter an, können Partner dann auch ein Baby zusammen haben, das sie großziehen müssen, wobei jedoch die Alterung der Sims auf drei Stufen begrenzt ist. Aus einem Baby wird bei entsprechender Pflege nach einem gewissen Zeitraum ein Kind, jedoch nie ein Erwachsener. Kinder und Erwachsene altern nicht weiter. Im Nachfolger Die Sims 2 ist dies nun möglich. Hier kann der Spieler das Leben seiner Sims von der Geburt bis zu ihrem Tod als Greis verfolgen. Die Sims können auch an Erkältung oder Lebensmittelvergiftung erkranken, sterben jedoch selten daran. Im dritten Teil, Die Sims 3, gibt es noch mehr Alterungsstufen: Baby (kann nicht selbst erstellt werden), Kleinkind, Kind, Teenager, Junger Erwachsener, Erwachsener und Senior. Seit der Erweiterung „Lebensfreude“ kann man nun auch die Dauer des jeweiligen Lebensabschnittes bestimmen.
Der große Erfolg der Die-Sims-Reihe ist unter anderem auch unzähligen Spielern zu verdanken, welche eigene Kreationen wie Möbel, Kleidung oder Häuser über eigene Seiten oder den Sims Exchange anbieten. Dabei erstellen Spieler mit Hilfe von verschiedenen Programmen eigene Möbel, welche das Sortiment an schon vorhandenen Einrichtungsgegenständen im Spiel erweitern. Einzelne Seiten wie TheSimsResource haben sich auf selbsterstellte Objekte und dergleichen spezialisiert und dank der hohen Nachfrage ein Unternehmen gründen können, welches sich durch die Einnahmen von dem Verkauf dieser Daten finanziert. Aber auch kostenfrei gibt es unzählige Seiten wie Fancy Sims Houses oder ModTheSims2. The Sims Exchange bietet allen Spielern an, dass sie ohne eigene Website ihre selbsterstellten Häuser oder Objekte direkt auf der Hauptseite von EA hochladen können.

## Sprache
Für die Die-Sims-Computerspiele wurde eine Art eigene Sprache (engl. Simlish) erfunden. Diese greift auf verschiedene Aspekte aus Ukrainisch, Navajo und Tagalog zurück. Der Sinn vieler simlishen Sätze erschließt sich dem Spieler durch den jeweiligen Tonfall und die Betonung. Ein eingeblendetes Symbol gibt zudem Hinweise zum Gesprächsinhalt.

## Spiele

### Hauptreihe

#### Die Sims
Die Sims wurde von Maxis entwickelt und am 4. Februar 2000 von Electronic Arts veröffentlicht. Der kommerzielle Erfolg des Spieles führte zur Veröffentlichung von insgesamt sieben Erweiterungen. Alle Erweiterungspakete enthalten jeweils eine Reihe neuer Objekte, Skins etc. Auch von Drittherstellern wurden neue Inhalte vertrieben.

#### Die Sims 2
Die Sims 2 erschien am 14. September 2004. Zu Beginn des Spiels stehen dem Spieler drei Nachbarschaften zum Spielen zur Verfügung (Schönsichtingen, Merkwürdighausen und Veronaville). Sims 2 wird mit Software-Erweiterungen unterschiedlicher Größe um zusätzliche Inhalte ergänzt. Dabei handelt es sich in der Regel etwa um neue Kleidungsstücke für die Spielfiguren oder neue Möbelstücke für deren Wohnungen. Der Lebenszyklus wurde erweitert. Der Sim durchlebt nun neben dem Baby-, Kindes- und Erwachsenenalter auch noch die Altersstufen Kleinkind, Teenager und Knacker. Mit dem Erweitungspack kommen noch Junge Erwachsene hinzu. Jede Altersstufe hat eine gewisse Zeitdauer, welche in einer Leiste unterhalb des Porträts angezeigt wird. Ist der Zyklus abgelaufen, so stirbt der Sim als „alter Knacker“ an Altersschwäche.
Erweiterungspacks: Wilde Campus-Jahre, Nightlife, Open for Business, Haustiere, Gute Reise, Vier Jahreszeiten, Freizeit-Spaß, Apartment-Leben.

#### Die Sims 3
Im Juli 2007 wurde nach diversen Spekulationen von offizieller Seite bestätigt, dass an Die Sims 3 gearbeitet werde. Bei einem Sims-FanDay zum Die-Sims-2-Add-on Freizeit-Spaß tauchte ein Screenshot auf, der aus Die Sims 3 zu stammen schien und die Spielfiguren selbst können sich seither am PC mit „Die Sims 3“ die Zeit vertreiben.
Bei einer EA-Pressekonferenz wurde das offizielle Releasedatum für das Standardspiel sowie für eine limitierte Collector’s Edition mit Bonusinhalten bekannt gegeben. Beides sollte weltweit am 19. Februar 2009 erhältlich sein. Bei einer Pressekonferenz am 3. Februar 2009 verschob EA den Termin jedoch auf den 2. Juni 2009 bzw. für Deutschland auf den 4. Juni. Das Spiel tauchte aber bereits Mitte Mai, jedoch laut EA nicht in vollem Umfang, illegal in Internettauschbörsen auf. Im Herbst 2010 erschien Die Sims 3 auf verschiedenen Konsolen.

#### Die Sims 4
Im September 2014 erschien Die Sims 4. Seit Oktober 2022 ist der vierte Teil der Reihe kostenlos spielbar.

#### Project Rene
Am 18. Oktober 2022 kündigte Electronic Arts mit Project Rene den vermeintlichen Nachfolger Die Sims 5 an. Unter anderem soll das neue Spiel über einen Mehrspielermodus verfügen. Ein Veröffentlichungsdatum wurde noch nicht bekannt gegeben, im Livestream wurde von noch „mehreren Jahren Entwicklungszeit“ gesprochen.
Im Juli 2024 berichten mehrere Gaming-Portale im Internet, dass die Entwicklung am Spiel eingestellt worden sind.

### Ableger

#### Die Sims Geschichten
Am 7. Dezember 2006 wurde die neue Spielreihe Die Sims Geschichten (als neue Standalone Version, kommt also ohne Sims aus) offiziell angekündigt. Sie beinhaltet einen freien Spielmodus sowie Storymodi, bei denen man bestimmte Sims zu einem Ziel bringen und auf diesem Weg bestimmte Aufgaben bewältigen muss. Die Storymodi sind in Kapitel gestaffelt. Die Sims Geschichten sind laptopfreundliche Versionen. Folgende Spiele sind erschienen:
- Die Sims Lebensgeschichten
- Die Sims Tiergeschichten
- Die Sims Inselgeschichten

#### The Sims Carnival
Diese Spiel-Reihe konzentriert sich auf die Zielgruppe der Casual-Gamer. Die Spiele sind so aufgebaut, dass diese leicht zu spielen sind und den Spieler dadurch für eine längere Zeit fesseln können. Folgende Spiele, die im Download vertrieben wurden, sind erschienen:
- The Sims Carnival: BumperBlast, ein Computerspiel, das an Tetris erinnert.
- The Sims Carnival: SnapCity, ein Shoot ’em up[15]

#### Die Sims Mittelalter
Die Sims Mittelalter erschien am 24. März 2011 für Windows und Apple Mac. Das Spiel weicht vom ursprünglichen Spielprinzip ab. Das Spiel besteht hauptsächlich aus aufgabenorientierten Erzählketten, welche auch schon bei den beiden Vorgängern, dem Sims-3-Add-On Reiseabenteuer und den Die Sims Geschichten, zu finden waren. Das Familienmanagement ist nebensächlich, Hausbau abgesehen von der Innengestaltung nicht möglich. GameStar bezeichnet das Spiel als „Lustige Langeweile“ aufgrund von „witzigen Animationen und Texten“, es sei jedoch „zu seicht und zu begrenzt, um langfristig zu motivieren“. Kritisiert wird, dass der „stark vereinfachte Sims-Alltag anspruchslos“ bleibe und für den Spieler „zu ermüdender Routine“ werde.
Am 7. Juli 2011 kündigte EA im Rahmen des „EA Summer Showcase“ ein Erweiterungspack für Die Sims Mittelalter an. Im Erweiterungspack Die Sims Mittelalter: Piraten und Edelleute, werden Piraten und Edelleute ins Spiel mit einbezogen.
Kritisiert wird, dass gegenüber Sims 3 Einschränkungen in den Gestaltungsmöglichkeiten des Spieles bestehen, weil es wie das Hauptspiel auf das Prinzip „Missionen statt Mikromanagement“ setzt, wodurch „kleine, humorvolle Geschichten in Form von sogenannten Quests“ im Mittelpunkt des Spieles stehen. Der Spieler kann für die Partei der Piraten oder Edelleute Aufträge durchführen. Das Erweiterungspack enthält Kleidung, Frisuren, Schminkutensilien und Einrichtungsgegenstände, ferner werden neue Tiere, Papageien und Falken, ins Spiel integriert.
Das Add-on ist in Deutschland am 1. September 2011 für PC und Mac erschienen.

#### The Sims Online
Ende 2002 erschien mit The Sims Online eine MMO-Variante von Die Sims. Bekannt war es unter anderem für die The-Sims-Online-Präsidentschaftswahlen. Silvester 2002/2003 begossen 5000 Menschen das neue Jahr im Spiel. The Sims Online erschien ausschließlich in den USA und verkaufte sich rund 80.000 Mal. Das Spiel gilt als wirtschaftliches Fiasko. Am 27. Februar 2007 wurde das Spiel in EA-Land umbenannt und damit einhergehend kostenfrei spielbar. Der Zutritt zu ausgewählten Gebieten war nur gegen Echtgeldzahlungen möglich. Am 1. August 2008 wurde EA-Land eingestellt.

#### The Sims Social
Im Rahmen der E3 2011 kündigte Electronic Arts ein neues Die Sims an. The Sims Social war eigens dafür gemacht, die 500 Millionen Fans auf Facebook zu erreichen. Das Spielkonzept erinnert an The Sims Online, welches schon vor wenigen Jahren auf Grund von mangelndem Interesse eingestellt worden ist. Verspielte 2D-Grafik unterstützte das Spiel, welches in Zusammenarbeit von EA und dem Facebook-Spiele-Hersteller Playfish entsteht. Einige Charaktere aus bekannten Spielen waren auch hier wieder dabei, so zum Beispiel „Bella“, die Fans bereits aus Die Sims 2 und Die Sims 3 kennen. Wie auch bei anderen Sims Spielen lag die Hauptidee wieder im Erstellen eines Sims und dem Spielen in der Welt, während man nicht vergessen durfte, soziale Kontakte zu pflegen, oder ihn gar zu füttern. Es konnten auch wieder eigene Zimmer erstellt und gestaltet werden, dafür benötigte man jedoch eine bestimmte Anzahl an Freunden im Spiel. The Sims Social wurde wegen sinkender Nutzerzahlen am 14. Juni 2013 zusammen mit SimCity Social eingestellt.

#### weitere Ableger
- Die Sims FreiSpiel
- Die Sims Mobile

### Konsolenversionen
Zu Beginn gab es Die Sims nur für Windows und Macintosh, doch inzwischen sind auch diverse Konsolenversionen und sogar eine Version für Handys erhältlich. Alle Konsolenversionen sind konsolentypisch levelbasiert, viele Objekte müssen zum Beispiel erst freigespielt werden. Abgesehen von der ersten Version erlauben sie auf den großen Konsolen aber auch einen freien Spielmodus.

#### Die Sims
Während bei den ersten beiden Konsolenversionen das Spielprinzip der einzig große Unterschied zur PC-Version bleibt, verlegt The Urbz das Spielgeschehen in die Stadt, in der es nicht mehr nur gilt, die eigenen Bedürfnisse zu erfüllen, sondern auch, sich Anerkennung bei den verschiedensten Kulturen zu verschaffen und sie selbst zu beeinflussen.
- Die Sims (PlayStation 2, Xbox, GameCube)
- Die Sims brechen aus (PlayStation 2, Xbox, GameCube/Game Boy Advance (GBA), N-Gage)
- Die Urbz: Sims in the City (PlayStation 2, Xbox, GameCube/GBA, Nintendo DS (NDS))

#### Die Sims 2
- Die Sims 2 (Xbox, PlayStation 2, GameCube, NDS/GBA, PlayStation Portable (PSP), Java-Handy)
- Die Sims 2: Haustiere (PlayStation 2, GameCube, Wii, NDS/GBA, PSP, Java-Handy, N-Gage)
- Die Sims Bowling (Java-Handy, iPod)
- Die Sims 2: Gestrandet (PlayStation 2, Wii, NDS, PSP, Java-Handy)
- Die Sims Pool (Java-Handy, iPod)
- Die Sims DJ (Java-Handy, iPod)
- Die Sims Pool 3D (Java-Handy)
- Die Sims 2: Apartment-Tiere (Nintendo DS)

#### MySims
Der Nintendo DS/Wii Ableger von 2007 handelt von einer kleinen Stadt, die der Spieler wieder beleben soll, indem er neue Bewohner einlädt und sie mit den zu ihnen passenden Häusern und Einrichtungsgegenständen versorgt. Nach und nach steigt der Level und neue Gegenden/Objekte werden freigeschaltet und weitere Personen kommen in die Stadt, z. B. der Koch oder der Polizist. Die für „Die Sims“ typischen Motivations- und Bedürfnisbalken sind nur rudimentär eingebaut und haben so gut wie keine spielerische Bedeutung. So kann man zum Beispiel das Spiel durchspielen, ohne je geschlafen oder gegessen zu haben. Auch lässt sich nur der eigene Sim steuern und nicht alle. Grafik und Design sind niedlich und bunt im japanischen Anime-Chibi-Stil (Kinderfiguren) gehalten. Teilweise weist MySims erhebliche Parallelen zu Animal Crossing auf.
Außerdem können diverse Minispiele in der NDS-Version freigeschaltet werden, z. B. Blumenkränzebasteln, Tauchen oder Racquetball (eine Art Tennis). Die Grafik von MySims unterscheidet sich stark von der gewohnten, denn die Welt der Sims und die Sims selbst ähneln dem Nintendo-DS-Spiel Animal Crossing. MySims für Nintendo DS unterscheidet sich von der Wii Version, denn dort kann man z. B. keine Häuser bauen. Auf die Minispiele muss man dafür bei dem Spiel für die Wii verzichten.
- MySims (Wii, Nintendo DS, Windows, Java-Handy, Nintendo Switch)
- MySims Kingdom (Nintendo DS, Wii, Nintendo Switch, Windows)
- MySims Party (Nintendo DS, Wii)
- MySims Racing (Nintendo DS, Wii)
- MySims Agents (Nintendo DS, Wii)
- MySims SkyHeroes (Nintendo DS, Wii, PlayStation 3, Xbox 360)

#### SimAnimals
Ein weiterer Ableger der Sims-Reihe, der Anfang des Jahres 2009 erschienen ist, heißt SimAnimals. In dieser Reihe hat man nicht die Aufgabe, sich um virtuelle Menschen, sondern um Tiere zu kümmern. Ort der Handlung in SimAnimals ist der Wald. Ende 2009 wurde das Spiel SimAnimals Afrika auf den Markt gebracht. Hier ist der Schauplatz die Steppe in Afrika.
- SimAnimals (Nintendo DS, Wii)
- SimAnimals Afrika (Nintendo DS, Wii)

4Players bemängelt an SimAnimals, dass sich EA inhaltlich „an allen Ecken und Enden bei Viva Piñata bedient“ habe, das Spiel aber „deutlich weniger komplex und ausgereift“ wirke, da der Spieler „die meiste Zeit mit dem Versorgen von Tieren und Pflanzen beschäftigt“ sei. Gamezone bewertet das Spiel SimAnimals: Africa mit 5,2 von 10 Punkten (Urteil: „geht so“) und bezeichnet es als „einfache, hübsche Kost für zwischendurch“, die „auf ein jüngeres Publikum zugeschnitten“ sei. Das Spiel sei „um motivierende Elemente beschnitten“ worden, sodass „solide Optik sowie eine gute Steuerung […] kein gutes Spiel“ mehr daraus machen könnten.

#### Die Sims 3
- Die Sims 3 (Windows Phone, Samsung Wave, iPod touch, iPhone, iPad, PlayStation 3, Wii, NDS, Xbox 360, Nintendo 3DS, Android, Java-Handy)
- Die Sims 3: Reiseabenteuer (iPod touch, iPhone, iPad)
- Die Sims 3: Traumkarrieren (iPod touch, iPhone, iPad)
- Die Sims 3: Einfach Tierisch (Nintendo 3DS, PlayStation 3, Xbox 360)

## Rezeption

### Sprache
Verschiedene namhafte Bands produzierten für das Spiel Versionen ihrer Songs in simlish u. a. die Black Eyed Peas für Urbz: Sims in The City, für das Erweiterungspaket Wilde Campus-Jahre (University) für die Sims 2 beispielsweise Charlotte Martins Lied Beautiful Life und Abra Moores Lied Big Sky. So nahm Depeche Mode 2006 das später als kostenloser Download vertriebene Lied „Suffer Well“ für das Erweiterungspaket Open for Business neu auf. Im selben Jahr nahm Pussycat Dolls ihren Hit Don’t Cha für das Erweiterungspack Haustiere auf Simlish auf. Ebenso hat Lily Allen 2007 eine Version ihres Liedes „Smile“ auf Simlish veröffentlicht. Eine Simlish-Version von Triviums Like Light to the Flies gibt es auf der spielinternen Nu-Metal-Radiostation zu hören.
Der Song „Pocketful of Sunshine“ von Natasha Bedingfield wurde ebenfalls auf Simlish aufgenommen. Zu finden ist der Song in Simlish im Erweiterungspack Freizeit-Spaß (engl. Freetime) für Die Sims 2. Außerdem nahmen Rise Against ihren Song „Savior“ für Die Sims 3 neu auf. Ein weiterer Song, der für Die Sims 3 auf Simlish neu aufgenommen wurde, ist Kill the Light von der italienischen Metal-Band Lacuna Coil. Auch Katy Perry produzierte u. a. ihren Song Hot n Cold auch in der „simlishen“ Sprache, es gibt sogar dementsprechende Musikvideos.

### Auszeichnungen
- Interactive Achievement Award
  - 1999: Game of the Year (Die Sims)
  - 2000: Game Design (Die Sims)
  - 2000: Gameplay Engineering (Die Sims)
  - 2002: Massively Multiplayer Game of the Year (Die Sims Online)
  - 2002: Simulation Game of the Year (Die Sims Tierisch gut drauf)
  - 2003: Console Family Game of the Year (Die Sims brechen aus)
  - 2003: Simulation Game of the Year (Die Sims Megastar)
  - 2004: Simulation Game of the Year (Die Sims 2)

- Game Critic Awards
  - 2001: Best Simulation Game (Die Sims Online)
  - 2002: Best Simulation Game (Die Sims Online)
  - 2004: Best Simulation Game (Die Sims 2)

- Spike Video Game Awards
  - 2008: Gamer God (Will Wright, für Die Sims und Spore)

- Game Developers Choice Awards
  - 2001: Game of the Year (Die Sims)
  - 2001: Lifetime Achievement Award (Will Wright für Die Sims)
  - 2001: Excellent in Programming (Die Sims)